# Рябинины
Рябинины (Ребинины) — два дворянских рода, восходящих к началу XVII века.
1. Потомки Григория Жданова сына Ребинина, писанного в боярской книге (1631), а также Филиппа и Петра Ивановых детей Ребининых, по грамоте Великого Государя Царя и Великого Князя Петра Алексеевича написанных в списке дворян и детей боярских с поместным окладом. Род внесён в VI часть родословной книги Воронежской губернии (Гербовник, V, 92).
2. Михаил Ильич Рябинин (1725—1790) — генерал-интендант и генерал-контролёр флота. Один из его сыновей, Егор (1768—1827), был при Александре I новгородским губернатором, затем посланником при Баденском дворе. Этот род Рябининых внесён в VI, II и III части родословных книг губерний Новгородской, Московской[1] и Калужской[2].

## Описание герба
На щите, разделённом на две части, в верхней части, в красном поле, изображена шестиугольная золотая звезда, а под ней горизонтально положена серебряная шпага, остриём в правую сторону. В нижней части, в серебряном поле, два орлиных крыла в виде полета вверх распростёртые.
На щите дворянский коронованный шлем. Нашлемник: три страусовых пера. Намёт на щите красный, подложенный серебром.

## Известные представители
- Рябинин Ждан — дьяк (1629), воевода в Алатыре (1633).
- Рябинин Иван Фёдорович — воевода в Рузе (1634).
- Рябинин Василий — воевода в Змиёве (1665)[3][4].